# Hush (piosenka)
Hush – drugi singel brytyjskiego zespołu hardrockowego Deep Purple (pierwszy wydany został jeszcze jako grupa „Roundabout”), pochodzący z ich debiutanckiego albumu o nazwie „Shades of Deep Purple” (który ukazał się nakładem wytwórni Tetragrammaton Records w lipcu 1968 w Stanach Zjednoczonych), wydanego po raz pierwszy przez Parlophone 21 czerwca 1968 w Wielkiej Brytanii. Producentem singla, jak i albumu był Derek Lawrence, natomiast za reżyserię dźwięku odpowiadał Barry Ainsworth. We wrześniu 1968 singel osiągnął 4 miejsce w notowaniu „Billboard Hot 100”.
„Hush” to cover utworu napisanego w 1967 przez amerykańskiego wokalistę, gitarzystę oraz tekściarza Joego Southa dla amerykańskiego wokalisty Billyego Joego Royala. W oryginalnej wersji kompozycja utrzymana jest w stylistyce pop rockowej. W wersji Deep Purple wyraźnie rozpoznawalny jest funkowy akompaniament.

## Historia
Sesja odbyła się w dniach 11-13 maja 1968 w mieszczącym się w Londynie studiu „De Lane Lea”. Pierwszego dnia muzycy spędzili w studiu około 10 godzin. Dzień drugi poświęcony był dokończeniu pracy przez grupę natomiast trzeciego dnia odbyło się miksowanie. Po zakończeniu nagrywania postanowiono zdecydować o wyborze odpowiedniego utworu na singel mający promować album. Zespół optował za piosenką „Help!”. Wytwórnia stwierdziła jednak, iż na rynek amerykański bardziej odpowiednią piosenką będzie Hush. „One More Rainy Day” wybrano jako piosenkę na stronę B.

„Hush” stało się wielkim przebojem w Stanach. Nie mieliśmy pojęcia, że w tym czasie w obiegu znajdowała się bardzo mocna, intensywnie działająca odmiana LSD znana jako „Deep Purple”! Był to czysty przypadek i gdy przejechaliśmy po raz pierwszy do Stanów, wszyscy nas chwalili: „Fajny zespół, jeszcze lepsza nazwa”. Z pewnością więc nasz pierwszy sukces miał z tym wszystkim wiele wspólnego.

## Lista utworów
| 1. | „Hush” (South)                    | 4:24  |
|    |                                   |       |
| 2. | „One More Rainy Day” (Evans/Lord) | 3:40  |
|    |                                   |       |
|    |                                   | 08:04 |
|    |                                   |       |

## Skład zespołu[2][3]
- Rod Evans – śpiew
- Ritchie Blackmore – gitara elektryczna
- Jon Lord – organy Hammonda, śpiew
- Nick Simper – gitara basowa, śpiew
- Ian Paice – perkusja

## Wydania

### Wielka Brytania
| Wytwórnia  | Numer katalogowy | Data wydania    | Szczegóły                                    |
| ---------- | ---------------- | --------------- | -------------------------------------------- |
| Parlophone | 7XE 21158        | 1968            | wersja demo, specjalna okładka               |
| jw.        | R 5708           | jw.             | wersja promocyjna, dopisek: „Not For Resale” |
| jw.        | jw.              | jw.             | jw., zielona etykieta                        |
| jw.        | jw.              | 21 czerwca 1968 | –                                            |

### Stany Zjednoczone
| Wytwórnia              | Numer katalogowy | Data wydania  | Szczegóły                            |
| ---------------------- | ---------------- | ------------- | ------------------------------------ |
| Tetragrammaton Records | T 1503           | 1968          | wersja promocyjna, biała etykieta    |
| jw.                    | jw.              | jw.           | wersja promocyjna, fioletowa okładka |
| jw.                    | jw.              | czerwiec 1968 | niebieska okładka                    |

### Inne kraje
| Państwo   | Wytwórnia                 | Numer katalogowy | Data wydania  | Szczegóły                            |
| --------- | ------------------------- | ---------------- | ------------- | ------------------------------------ |
| Włochy    | Parlophone                | QMSP 16430       | sierpień 1968 | –                                    |
| Francja   | Odeon                     | FO-128           | wrzesień 1968 | –                                    |
| Japonia   | Nippon Grammophon/Polydor | DP-1600          | listopad 1968 | –                                    |
| Grecja    | Parlophone                | GMSP-132         | 1968          | –                                    |
| Cypr      | jw.                       | jw.              | jw.           | płyty gramofonowe w różnych kolorach |
| Niemcy    | Odeon/EMI                 | 023 879          | jw.           | –                                    |
| Hiszpania | jw.                       | DSOL 66.093      | jw.           | –                                    |
| Niemcy    | jw.                       | 1C006-95270      | jw.           | –                                    |